# Kysak
Kysak est un village de Slovaquie situé dans la région de Košice.

## Histoire
Première mention écrite du village en 1330.

## Démographie

### Évolution de la population
| Année:               | 1994. | 2004.   | 2014.   | 2024.   |
| -------------------- | ----- | ------- | ------- | ------- |
| Nombre de personnes: | 1334  | 1395    | 1440    | 1418    |
| Différence:          |       | +4,57 % | +3,22 % | -1,52 % |

| Année:               | 2023. | 2024.   |
| -------------------- | ----- | ------- |
| Nombre de personnes: | 1428  | 1418    |
| Différence:          |       | -0,70 % |

## Transport
Kysak est une gare importante localisée à la jonction entre les lignes:
- Ligne 180 Žilina - Košice
- Ligne 188 Košice - Plaveč - Čirč - Muszyna (PKP) via Prešov

Arrêt des trains IC, R, Os